# Yves Boisvert (poète)
Pour les articles homonymes, voir Yves Boisvert et Boisvert.
Yves Boisvert, né le 26 septembre 1950 à L'Avenir et mort à Sherbrooke, est un poète, essayiste, dramaturge, journaliste et pédagogue québécois.

## Biographie

### Enfance
Yves Boisvert est né à L'Avenir, un village québécois situé sur la rive de la rivière Saint-François et proche de la frontière américaine, à l'endroit même que le poète qualifiait de « Piémont appalachien ». Il est le fils de Marie-Ange Simoneau (1920) et d'Élisée Boisvert (1919-1994), qui vivaient dans le deuxième rang, à L'Avenir. Marie-Ange et Élisée ont eu neuf enfants, dont Yves, qui était le cinquième.
À l'âge de dix mois, il subit des graves brûlures et connaît des périodes de coma. Il est même considéré comme mort. Les bonnes dames de la paroisse font des neuvaines. Il s'en sort, et selon ces dernières « c'est Saint-Jude, le patron des causes désespérées» qui lui aurait sauvé la vie. Yves Boisvert en reprenant vie devient à l'âge de trois ans « le miraculé de L'Avenir ».
Yves Boisvert dira par la suite qu'il n'était pas un enfant comme les autres et que c'est sa mère qui lui apprend à écrire et à lire à l'âge de cinq ans.
Avant de se rendre à l'école, le matin, il avait l'habitude de lever les collets à rats musqués.

### Années 1960-70
Il poursuit ses études secondaires à Drummondville puis « suit un cheminement académique peu orthodoxe ». Selon certaines sources, Yves Boisvert se consacre à l'écriture de la poésie à partir de 1964,; d'autres parlent plutôt de 1973, moment où il serait devenu poète à plein temps.
Il s'inscrit à l'Université du Québec à Trois-Rivières (UQTR), où il fait ses lettres. Parmi ses professeurs se trouve le renommé poète Gatien Lapointe.
Il exerce différents métiers: commis à la CSN, appariteur à la CECM, manœuvre, etc. En 1971, il travaille comme rédacteur à l'hebdo Le Clairon et, en 1972, à Drummondville, il coréalise des émissions à teneur culturelle pour la télévision communautaire. Toujours la même année, il fonde la revue de poésie L'Écritur (1972) et commence à publier de la poésie.
En 1974, il publie Mourir épuisé et Pour Miloiseau. Yves Boisvert appartient à cette nouvelle génération qui veut se démarquer de la poésie traditionnelle. Avec Pour Miloiseau, mais plus encore avec Mourir épuise publié la même année, il revendique la violence du verbe comme mode de contestation en prônant également un vers plus proche de l’oralité, plus urbain et plus prosaïque dans sa forme.
En 1976, il cofonde l'Atelier de production littéraire de la Mauricie avec Bernard Pozier, dont le premier numéro porte un titre évocateur: Des soirs de temps platte et d’ennui. Boisvert participera à cette revue dans les numéros 1, 2, 3 (1978), 8 (1979), 10, 13, 16, 21 et 22 (1986). Cette revue a joué un rôle déterminant pour les poètes émergents ou en rêve de le devenir. L'Atelier publie des auteurs qui ne l'auraient pas été aux Écrits des Forges.
En 1977, avec les poètes Bernard Pozier et Louis Jacob, il publie le manifeste : Jet/usage/résidu. Ce texte est empreint de révolte, se démarque des générations précédentes de poètes des Forges. Ces trois poètes regroupent autour d'eux « des poètes-étudiants, représentants d'une génération qui, pour la première fois dans la brève histoire des Forges, revendique une reconnaissance institutionnelle ».
À compter de 1977, il enseigne successivement au Cégep de Trois-Rivières et à l'Université du Québec à Trois-Rivières. De 1977 à 1978, il est agent de recherche à l'Université du Québec à Trois-Rivières pour faire la collecte de données folkloriques en Mauricie: des contes, légendes et chansons sont récoltés. Yves Boisvert se nourrira de cette quête de la mémoire des gens et du terroir. À la suite de cette collecte, il publie Contes populaires de la Mauricie, en collaboration avec Carolle Richard, contes narrés par Béatrice Morin-Guimond et présentés par Clément Légaré. Toujours en 1978, Yves Boisvert publie Code d'oubli.
Il obtient une maîtrise ès arts, de l'Université du Québec à Trois-Rivières, en 1979. Et la même année, il publie  Simulacre dictatoriel. De 1979 à 1980, il est rédacteur au service d'Information-Nature de la Mauricie. « Il travaille également aux Écrits des Forges à titre d'animateur radio et de promoteur de la poésie ».

### Années 1980
Le 28 mars 1980, il fait partie de la distribution de la Nuit de la poésie qui se déroule à la salle Marie-Guérin-Lajoie de l’UQAM, où la prestation d'ouverture est faite, non pas par un poète, mais par le premier ministre du Québec, René Lévesque.
En 1981, il publie Formules, Lis: écris, et Vitraux d'éclipse. En 1982: il publie  La Vie en général, en collaboration avec Christiane Lemire.
En 1984, il prend part à l'ouvrage  en écrivant les textes de Poésie des trois rivières ou Des rues, des songes et des encres. Ce sont quinze textes illustrés par des sérigraphies originales de Louise Lavoie-Maheux.
En 1985, Yves Boisvert est un des cofondateurs du Festival international de la poésie de Trois-Rivières pour lequel il a travaillé pendant quelques années. Toujours en 1985, il publie Poèmes sauvés du monde.
En 1987, il publie  Chiffrage des offenses, Gardez tout et  Peaux aliénées. Il tourne aussi, avec le réalisateur québécois Robert Desfonds, un de ses poèmes: Je ne suis pas rocker, j'écris.

### Années 1990
En 1990, il publie deux recueils : Les Amateurs de sentiments et Oui = non. Puis, avec Béatrice Morin-Guimond, Clément Légaré et Carolle Richard, il publie la même année Beau Sauvage et autres contes de la Mauricie aux Presses de l'Université du Québec.
Il participe à la Nuit de la poésie en 1991 à la salle Marie-Guérin-Lajoie de l’UQÀM.
En 1992, il publie  La balance du vent, Voleurs de cause, et  La copine, puis, en 1994, Poèmes de l'avenir et Aimez-moi. Toujours la même année, le Festival international de la poésie de Trois-Rivières fête son dixième anniversaire. et tient, à cette occasion, une exposition itinérante ayant comme thème arts visuels et poésie à partir d'un vers d'Yves Boisvert (L’éternité pousse en plein champs).
En 1995, il publie Le Gros Brodeur et, en 1997, Les Chaouins, premier recueil de la trilogie Cultures périphériques. Boisvert dira de ce triptyque:
« Il se présente et se lit comme un livre sacré.
Le triptyque Cultures périphériques m'aura donc permis
D'effectuer une singulière traversée graphique
De la surcharge à l'épuration. »
Enfin, en 1998, il publie Keep it all (traduction de Gardez tout), dans une version bilingue.

### Années 2000
La première décennie du XXIe siècle est pour lui l'occasion de publier plusieurs recueils. D'abord, en 2001, il publie La pensée niaiseuse ou les aventures du Comte d'Hydro, deuxième recueil de la trilogie Cultures périphériques. Il publie aussi L'autre. L'année suivante, il publie Tilt! en collaboration avec Bernard Pozier et Louis Jacob ainsi que Bang!.
En 2003, il publie  Écritures des territoires de l'écriture et Aficionados a los sentimientos puis, l'année suivante, Mélanie Saint-Laurent, troisième recueil de la trilogie Cultures périphériques. La même année, il participe au spectacle Mortel, dans le cadre du Festival international de la poésie de Trois-Rivières.
En 2005, il publie Romans de la poésie. Patrice Desbiens. Un couteau à beurre en plastique volé à l’Académie en collaboration avec José Acquelin.
En 2007, il participe au projet collectif Résonances qui est un recueil de textes de plusieurs auteurs de la MRC de Drummond. Son propre texte L'Avenir a dix-huit pages, texte où le style du poète se retrouve tel qu'il est connu: « démesuré et coloré. »
Enfin en 2008, il publie Quelques sujets de Sa Majesté - radioroman d'hyperréalisme sémantique.

### Années 2010
En 2011 : il publie les recueils Classe moyenne et Une saison au cœur de la reine.
En 2012, année de son décès, il publie Allégorie de la taverne. Toujours la même année, une soirée spéciale lui est dédiée au café Le Zénob, à Trois-Rivières. Plusieurs auteurs et poètes sont présents pour lui rendre hommage. À cette occasion, tenue un mois avant son décès, Yves Boisvert lit un de ses poèmes.
En 2013 paraît à titre posthume son recueil Une saison en paroisses mauriciennes et, en 2014, un Coffret Yves Boisvert est publié.

### Mort
Yves Boisvert et mort à l'âge de 62 ans des suites d'un cancer du poumon le 23 décembre 2012 à l’Hôtel-Dieu de Sherbrooke

## Le poète
Tout au long de sa carrière, Yves Boisvert, en plus de son travail d'écrivain, participe à des festivals, des lectures, des tables rondes sur la création littéraire québécoise. Il est allé plusieurs fois en Europe pour représenter la littérature contemporaine québécoise, et il a reçu des bourses du Conseil des arts et des lettres du Québec et du Conseil des Arts du Canada.
Il est un poète québécois «engagé au sens le plus fort et viscéral du mot, indépendantiste inlassable et patriote jamais repenti, il a écrit plus de trente-cinq livres». Plusieurs critiques s'entendent pour dire que le triptyque Cultures périphériques (qui comprend Les Chaouins: paysage d’une mentalité, la Pensée niaiseuse ou les aventures du Comte d'Hydro et Mélanie Saint-Laurent) est sans doute son œuvre la plus remarquable et qu'elle constitue une œuvre primordiale dans la littérature québécoise,,,,,.
De 1974 jusqu'à la fin de ses jours, Yves Boisvert publie en moyenne tous les ans ou tous les deux ans et il a été l'un des rares auteurs qui aura pu vivre de sa plume au Québec.
Plusieurs de ses écrits ont été traduits en anglais, en espagnol et même en roumain et certains de ses livres sont illustrés et demeurent des livres-objets ou des livres d'artistes grâce à la participation, entre autres, de Dyane Gagnon et Louise Lavoie-Maheux.
D'aussi loin qu'il se souvienne, Yves Boisvert a toujours écrit. Dans une entrevue accordée à la revue Nuaison, (revue cofondée et dirigée par Yves Laroche),il explique son cheminement vers l'écriture: « j’ai eu un accident et j’ai été biologiquement considéré comme mort par la médecine. Ce n'est que par miracle que finalement je suis ressuscité à l'âge de trois ans. Le curé, les sœurs, les frères, les pères, les parents catholiques et campagnards des familles avec lesquelles je vivais ont dit que pour payer ma dette aux divinités qui m'avaient sauvé, je devais avoir une vocation. J’étais destiné à devenir missionnaire en Afrique. Il fallait que je paie de ma vie. Cette vocation s'est transformée en vocation d'écriture; c’est une réponse à un appel qui ne vient pas de la société ». Il dira plus tard qu'il a écrit des livres « pour ne pas trahir ma mère ». Pour lui, écrire n'est pas un métier, mais une vocation. Il parle autant des territoires québécois que des êtres qui y vivent. Et dans ce sens, le politique l'intéresse autant que le poétique.
Il écrit:

« Je ne tuerais personne, je suis déjà mort, je suis un fantôme dont les livres ne sont qu'un pâle reflet. Mais je crois profondément que si on se trompe, on devrait se faire tirer dessus, t'as donc intérêt à dire la vérité. Ce qui me rend exécrable c'est quand je sens la démagogie derrière les actes ou les paroles de quelqu'un. »

— « Yves Boisvert, le poète avec un fusil », Marie-Claire Girard, Le Devoir, section Livres, Montréal, 5 décembre 1992, D2
Yves Boisvert est un poète à temps plein, son écriture n'a pas d'équivalent dans la poésie québécoise. Il est considéré comme un poète sans concession, anarchiste et indépendantiste. Marie-Claire Girard, chroniqueuse littéraire au Le Devoir, titre un de ses articles: « Yves Boisvert, le poète avec un fusil ».

## Sa poésie
Son œuvre est hétérogène, marginale et subit des influences de toutes sortes et pas uniquement littéraire. Ainsi, sa poésie est influencée par la contre-culture québécoise, la Beat Generation, la culture postmoderne et le discours social, l'art visuel et les graffitis. Il transforme, adapte, et moule à son univers.
Il se sert de ses mots pour parler, exprimer sa pensée et attaquer « cette poésie [...] qui use de la langue comme d'autres manient une arme ». Il est conscient des classes sociales et sa poésie est enracinée: « elle pousse dans la terre », et elle utilise une langue du pays, une langue issue de la tradition orale qui se mélange à toutes les connaissances acquises par le poète.
Nationaliste, il utilise la poésie pour exprimer son impatience et sa position par rapport aux conditions de vie. Il est révolté. « L'autoreprésentation du poète en révolté, à travers la figure mironienne du raté et celle, rimbalbienne, du mauvais garçon, imprègne, sous forme de harangue, la majorité de ses écrits».
Comme il est écrit dans la préface de Aficionados a los sentimientos, la poésie de Boisvert: « c’est l’engagement total de l’individu libertaire aux prises avec la machine sociale: c’est le constant conflit créé par la prétention d’universel niant sans cesse le personnel d’où cette sensation indigeste et persistante de «l'exil dans l'immonde».
Le monde de la poésie n'est pas évident à aborder. À la question « où et quand lire de la poésie ?», il répond: « le où et le quand lire de la poésie ne dépendent plus que d'un seul facteur: le silence. Sa qualité. Son état. Sa densité. Sa clarté ».

### Quelques vers

#### Extrait de Les Chaouins (1997)
...
pour me reconnaître au milieu du bétail
un détail
Trois lunes d’automne la font voyager
trois lunes d’automne la crispent de silence
triste chef d’œuvre de démolition
Voici Vonnette sous Vénus
dans l’ombre de la dernière fin de semaine
du dernier mois de la dernière année
elle fait le décompte des rêves qui s’apprêtent à la quitter
et la quittent
Et d’où revenir
pour aller où
quand il ne reste des décombres
qu’un point torride
dans le muraillement des choses

#### Extrait du poème lu par Yves Boisvert le 18 novembre 2012
Poème lu par le poète lui-même un peu plus d'un mois avant son décès, lors de la soirée qui lui rendait hommage, au café Le Zénob de Trois-Rivières, 18 novembre 2012.
...
avant l'adieu au monde
à l'obscure lumière
je veux que chaque fleur
redevienne mystère
qu'au cœur du pays
où rien n'est que départ
tes grands yeux sombres
vivent en chacun de tes regards

## Œuvres

### Poésie
- Pour Miloiseau, Trois-Rivières (Québec), Éditions Écrits des Forges, Collection Les Rouges-gorges, 1974, 63 p., 18 cm  (ISBN 978-2890460140).
- Mourir épuise, Trois-Rivières (Québec), Éditions Écrits des Forges, Collection Les Rouges-gorges, 1974, 72 p., 18 cm.
- Code d'oubli, Boisvert, Yves, G. Lemire, B. Pozier, Trois-Rivières : Écrits des Forges, Presses du Bien public, 1978  (ISBN 2-89046-026-6).
- Simulacre dictatoriel, Trois-Rivières (Québec), Éditions Écrits des Forges, Collection Les rouges-gorges, 1979, 64 p.: ill.; 18 cm  (ISBN 9782890460287).
- Vitraux d'éclipse, Trois-Rivières (Québec), Éditions Écrits des Forges, Collection Les rouges-gorges, 1981, 66 p.: 18 cm. (ISBN 2890460355)
- Formules, Trois-Rivières (Québec), Éditions Sextant, 1981, 1 portefeuille ([10] feuilles): ill. en coul. ; 33 cm + 1 feuille ; 56 × 76 cm. Notes : Les exemplaires de cet ouvrage présentent des différences de l'un à l'autre.
- Lis : écris!? , (photographie, Serge Mongrain), Trois-Rivières (Québec), Éditions Sextant, 1981, env. 135 p.: ill.  (ISBN 2920260057)
- La Vie en général, (conception et réalisation, Yves Boisvert et Christiane Lemire), Trois-Rivières (Québec), 1982, 1 emboîtage ([16] feuilles) : ill. en coul. ; 31 cm, 1982  Notes : Éd. limitée à 25 exemplaires numérotés et signés par l'auteur et l'artiste.
- Poésie des trois rivières ou Des rues, des songes et des encres, textes de Yves Boisvert... et al.; contient quinze textes illustrés de quinze sérigraphies originales de Louise Lavoie Maheux, Cap-de-la-Madeleine, 1 emboîtage (17 f. doubles) : ill. en coul. ; 34 cm, 1984 Notes : Ed. limitée à 50 exemplaires numérotés et signés par les auteurs et l'artiste plus 30 exemplaires hors commerce, "Le boîtier est de Lise Dubois, relieure d'art".
- Poèmes sauvés du monde, Trois-Rivières (Québec), Éditions Écrits des Forges, Collection Les rouges-gorges ; 69 p., 18 cm 1985.  (ISBN 2890460827)
- Chiffrage des offenses-poésie, 1982-1986, Montréal : L'Hexagone, L'Hexagone/Poésie, 1987, 77 p., 21 cm  (ISBN 2890062694).
- Gardez tout, Trois-Rivières (Québec), Éditions Écrits des Forges, Collection Radar, 68 pages, 23 cm., 1987  (ISBN 2890461106).
- Peaux aliénées, Varennes (Québec), Éditions Rebelles, 1987, 105 p.  (ISBN 9782892780055)
- Les Amateurs de sentiments, Trois-Rivières (Québec), Écrits des Forges ; Chaillé-Sous-Les Ormeaux, France, Le Dé bleu, 1989, 73 p.  (ISBN 2890461467 et 2900768799)
- Oui = non : pour en finir avec son double : essai poétique (poésie), Outremont (Québec), Éditions VLB, 1990, 103 p., 23 cm  (ISBN 2890054071).
- La balance du vent, Montréal (Québec), Canada, Le Noroît; Chaillé-Sous-Les Ormeaux, France, Le Dé bleu, 1992, 89 p., 19 cm  (ISBN 2890182436 et 2840310007).
- Voleurs de cause, Trois-Rivières (Québec), Éditions Écrits des Forges, 1992, 93 p., 21 cm  (ISBN 2890462668).
- La copine, Montréal (Québec), Éditions XYZ, Les Vilains, 1992, 143 p., 21 cm  (ISBN 2-89261-063-X).
- Poèmes de l'avenir, Trois-Rivières (Québec), Canada, Éditions Écrits des forges/L'Orange bleue impression, 1994, 115 p., 21 cm  (ISBN 2-89046-331-1).
- Aimez-moi, Montréal (Québec), Canada, Éditions XYZ, 1994, 67 p.  (ISBN 2-89261-102-4)
- Le gros Brodeur, Montréal (Québec), Canada, Éditions XYZ, Les Vilains, 1995, 159 p., 21 cm  (ISBN 2-89261-136-9). Notes: nouvelles.
- Triptyque Cultures périphériques, conception et réalisation graphiques de Dyane Gagnon, Trois-Rivières, 1997-2004. La trilogie comprend : Les Chaouins: paysage d'une mentalité (1997), La pensée niaiseuse (2001), Mélanie Saint-Laurent (2004).
- Les chaouins, conception et réalisation graphiques, Dyane Gagnon, Trois-Rivières (Québec), Canada, Éditions d'art Le sabord, Collection Carré magique; Montréal (Québec), Canada, Éditions XYZ, 1997, environ 150 p.: ill., 22 cm.  (ISBN 2-9804048-2-9 et 2-89261-204-7). Notes : Poèmes, Comprend un glossaire (Premier recueil de la trilogie Cultures périphériques).
- Keep it all  de Yves Boisvert ; traduction par Judith Cowan de Gardez tout. Montréal : Véhicule Press, Signal Editions poetry series, 1998, 103 p., 23 cm  (ISBN 1-55065-105-6) (br.)  Notes : Traduction de: Gardez tout, "Signal Editions", Texte anglais en regard du texte français.
- L'autre, Cap-de-La-Madeleine (Québec), Canada, Éditions Cobalt, Collection Explosante fixe ; 1 dépl. : 14 pages, 11 cm. 2001.  (ISBN 2-922877-03-5)
- La pensée niaiseuse, ou Les aventures du comte d'Hydro, Trois-Rivières (Québec), Éditions d'art Le sabord, Collection Carré magique, 2001, 168 p.  (ISBN 2-922685-14-4) (Deuxième recueil de la trilogie Cultures périphériques).
- Bang!, Trois-Rivières (Québec), Éditions Écrits des Forges, 2002, 77 p., 21 cm  (ISBN 2-89046-681-7). Notes : Sur la p. 4 de la couv. : Poésie.
- Tilt! (manifestes 1977-1980 Yves Boisvert, Louis Jacob, Bernard Pozier), Trois-Rivières : Écrits des forges: L'Orange bleue; Esch-sur-Alzette Luxembourg: Phi ; Almay Belgique: L'Arbre à paroles ; La Réunion Océan Indien: Grand Océan, 274 p.: ill.; 2002  (ISBN 2-89046-712-0)    (Écrits des forges) Notes : "Ouvrage d'écriture collective issu de ce que certains ont appelé l'École des Trois-Rivières, "Tilt!" est paru par chapitres de 1977 à 1980".
- Écritures des territoires de l'écriture, Montréal (Québec), Canada, Éditions XYZ, Collection Documents, 2003, 106 p. ; 23 cm  (ISBN 2-89261-378-7).
- Aficionados a los sentimientos, Trois-Rivières : Écrits des Forges ; México D.F. : Universidad nacional autónoma de México, 2003, Traducción al español de Adrien Pellaumail.; Editorial de la Coordinación de Humanidades [UNAM].
- Mélanie Saint-Laurent, « Yves Boisvert ; conception et réalisation graphiques, Dyane Gagnon, Trois-Rivières, Éditions d'art Le Sabord, Collection Carré magique, 2004, 184 p.: ill., fac-sim. ; 22 cm  (ISBN 2-922685-31-4). Notes : Poèmes, Comprend un glossaire. (Troisième recueil de la trilogie Cultures périphériques).
- Romans de la poésie, Montréal (Québec), Éditions XYZ, 2005, 207 p., 21 cm  (ISBN 2-89261-426-0).
- Quelques sujets de Sa Majesté - radioroman d'hyperréalisme sémantique, Montréal (Québec), Canada, Éditions XYZ, Étoiles variables, 2008, 168 p.  (ISBN 978-2-89261-531-9)
- Classe moyenne, Trois-Rivières, Éditions Écrits des Forges; Éditions Phi, Differdange, Luxembourg, 2011, 86 p.  (ISBN 978-2-89645-115-9)
- Une saison au cœur de la reine, Trois-Rivières, Éditions Écrits des Forges, 2011, 78 p.  (ISBN 978-2-89645-184-5)
- Allégorie de la taverne, Yves Boisvert, Trois-Rivières, Éditions Le Sabord, 2011, 52 p.  (ISBN 978-2-922685-91-6)
- Une saison en paroisses mauriciennes, Trois-Rivières (Québec), Canada, Éditions Écrits des Forges, 2013, 85 p.  (ISBN 978-2-89645-235-4) (livre posthume).
- Coffret Yves Boisvert, Trois-Rivières, Écrits des Forges, poésie, 2014. (ISBN 9782896452712)

### Essais
- Contes populaires de la Mauricie, (recueillis par Carolle Richard et Yves Boisvert) (narrés par Béatrice Morin-Guimond), présenté par Clément Légaré, Montréal (Québec), Fides, Collection Essais et recherches : section lettres, 1978, 297 p. : ill., carte, portr. ; 23 cm  (ISBN 0775507040).
- Beau Sauvage et autres contes de la Mauricie, avec Béatrice Morin-Guimond, Clément Légaré et Carolle Richard, Québec, Presses de l'Université du Québec, 1990, 300 p.  (ISBN 978-2-7605-0606-0)

### Autres publications
- « Les Chaouins : paysage d’une mentalité », Lettres québécoises : la revue de l'actualité littéraire, no 87, 1997, p. 8-9.
- Patrice Desbiens. Un couteau à beurre en plastique volé à l’Académie, avec José Acquelin, Lettres québécoises : la revue de l'actualité littéraire, no 119, 2005, p. 7-10[29].

## Filmographie
- Je ne suis pas rocker, j'écris (1987). Film de Robert Desfonds avec le poète Yves Boisvert. Durée: 8 min. Dans un vieux "loft" qui surplombe la ville, un poète regarde, écœuré. Les accableurs dominent, les existences et le quotidien des autres sont jugés. Lucide, le poète Yves Boisvert raconte son existence, sa réflexion sur une société. Il est irréductible. (ChoixMédia).

- À tous ceux qui ne me lisent pas (2018) est un film qui s'inspire de la vie d'Yves Boisvert et plus particulièrement de la genèse, au quotidien, de son œuvre la plus marquante, Les Chaouins (1997). Idée originale et réalisation du film de Yan Giroux, scénario de Guillaume Corbeil et Yan Giroux, mettant en vedette Martin Dubreuil[30] dans le rôle d'Yves Boisvert, Céline Bonnier et Henri Picard, produit par Élaine Hébert, Luc Déry et Kim McCraw (Micro scope).

## Prix et honneurs
- 1988 : Prix littéraires du Journal de Montréal de poésie, de poésie, pour son recueil Gardez tout.
- 1988 : Prix littéraire Desjardins.
- 1992 : Prix du Gouverneur général pour La balance du vent[17].
- 2003 : Prix Félix-Antoine-Savard pour l'ensemble de son œuvre en 2003[17].
- 2004 : Prix de poésie Terrasses Saint-Sulpice pour Mélanie Saint-Laurent.
- 2012 : Prix à la création artistique, du CALQ (Conseil des arts et des lettres du Québec, Estrie) (région où il vivait depuis plusieurs années). Prix qui lui est remis pour « son écriture engagée, intègre et sans compromis. »[6]. Ce prix « est décerné à un créateur dont le travail et les réalisations dynamisent la vie artistique de sa région… et l’importance de son œuvre pour la littérature québécoise[16] ».
- 2013 : Pendant le Festival international de poésie de Trois-Rivières de 2013, la place d'Armes est nommée parc Yves-Boisvert, en sa mémoire.

1. 1 2 3 4 5 6  Marc-Aimé Guérin et Réginald Hamel, Dictionnaire des poètes d'ici, de 1606 à nos jours., Montréal, Guérin, 2005, 1359 p., p. 101
2. 1 2  Eric Brogniet, « Yves Boisvert : risquez tout! », MPLF,‎ janvier 2003 (lire en ligne)
3. 1 2  Informations tirées de Généalogie Québec.com
4. 1 2 3 4 5 6 7  Marie-Claire Girard, « Yves Boisvert, le poète avec un fusil », Le Devoir, section Livres, Montréal,‎ 5 décembre 1992, p. D2
5. 1 2 3  Michelle Dressen, « Décès de Yves Boisvert, poète de L’Avenir », L’Enfant-Terrible de l’Avenir, L'avenir, vol. 4, no 1,‎ mars 2013, p. 14-15
6. 1 2 3 4  L'écrivain Yves Boisvert, 2012 (< lire en ligne)
7. 1 2 3 4  Janie Handfield, Les territoires imaginaires dans le triptyque Cultures périphériques d'Yves Boisvert, mémoire de maîtrise, Montréal, UQAM, mars 2009, 83 p.
8. 1 2  Pierre Foglia, « Le courrier du genou », La Presse, Montréal,‎ 9 mai 1994, A5
9. ↑  Poèmes de l'avenir, texte au dos du livre, 1994
10. 1 2 3 4 5  sous la direction de Jacques Paquin, Nouveaux territoires de la poésie francophone au Canada 1970-2000, Ottawa, Les Presses de l'Université d'Ottawa, 2012, 424 pages, p. 349-350
11. ↑  « Portail du réseau collégial du Québec. Réalisations personnelles-Yves Boisvert », lescégeps.com,‎ 2008 (lire en ligne)
12. 1 2  Louis Cornellier, « Le testament d'Yves Boisvert », Le Devoir, Montréal,‎ 24 août 2013 (lire en ligne)
13. 1 2 3  Paul Fraisse, Langue, identité et oralité dans la poésie du Québec (1970-2010), Cergy-Pontoise, thèse de doctorat, Université de Vergy-Pontoise, 2013, 402 p.
14. ↑  Yves Boisvert, "Les chaouins", Trois-Rivières, Éditions d'art Le Sabord, coll. « Carré maqique », 1997, sans pagination
15. ↑  « Bio-bibliographie », sur jeanpauldaoust.com (consulté le 13 avril 2023).
16. 1 2  « Yves Boisvert remporte le Prix de la création artistique de l’Estrie du Conseil des arts et des lettres du Québec », Six brumes.com,‎ 2013 (lire en ligne)
17. 1 2 3 4  « Décès du poète Yves Boisvert », sur ici.radio-canada.ca, nouvelle, 24 décembre 2012 à 11h50 (consulté le 2 janvier 2018)
18. ↑  Serge Mongrain, « Lettre: un adieu au poète Yves Boisvert », Le Devoir, Montréal,‎ 7 janvier 2013 (lire en ligne)
19. ↑  https://archive.wikiwix.com/cache/20231130214456/https://www.lesabord.qc.ca/book-full/1/Les-Chaouins.
20. ↑  Louis Hamelin, « Le scrap-book de la Contre-Amérique : revoilà Yves Boisvert, en forme, solide comme un chêne, ou serait-ce plutôt un bouleau? », Lettres québécoises : la revue de l'actualité littéraire, no 87, 1997, p. 10-11 .
21. ↑  
Jacques Paquin, « Là où ça résiste », Voix et Images, vol. 24, no 2 (71), 1999, p. 416-421 .
22. ↑  
Simon Harel, « Les braconniers de la prise de parole dans Les chaouins d’Yves Boisvert », colloque de l’Association canadienne de littérature comparée (ACLC), Congrès des Sciences humaines, Vancouver, 1er juin 2000.
23. ↑  Simon Harel, « Les accommodements déraisonnables du territoire poétique dans l’œuvre d’Yves Boisvert », dans le cadre du colloque organisé par le CELAT, Traces d’appartenances : de nouvelles avenues pour la recherche sur la construction des identités, Congrès de l’ACFAS, Ottawa, 13-14 mai 2009.
24. ↑  José Acquelin, Compte rendu de Mélanie Saint-Laurent, Estuaire, vol. 123, 2005, p. 71-72
25. 1 2  Marie-Christine Bouchard, « Le poète Yves Boisvert s'est éteint. », La Tribune, Sherbrooke,‎ 24 décembre 2012 (HTTPS://WWW.LATRIBUNE.CA/ARTS/LE-POETE-YVES-BOISVERT-SEST-ETEINT-37F0817000204DBF6B7D6E1D0FBDDA3B)
26. 1 2  Jacques Paquin, « "Écrire avec ses poings" », Érudit, no 77,‎ printemps 1995 (lire en ligne)
27. 1 2  (es) Yves Boisvert, traduit par Adrien Pellaumail, "Aficionados a los sentimientos", Trois-Rivières, Mexico, Programa Editorial de la Coordinación de Humanidades/Écrits de Forges, coll. « Poemas y Ensayos », 2003, 144 p. (ISBN 9782890467750)
28. ↑  (en) « Yves Boisvert  poète » [vidéo], sur YouTube (consulté le 16 juin 2024)
29. ↑  José Acquelin et Yves Boisvert, « Patrice Desbiens. Un couteau à beurre en plastique volé à l’Académie », Lettres québécoises : la revue de l'actualité littéraire, no 119,‎ 2005, p. 7–10 (ISSN 0382-084X et 1923-239X, lire en ligne, consulté le 1er octobre 2021)
30. ↑  « Martin Dubreuil à l'aise dans l'ombre | Marc-André Lussier | Entrevues », La Presse,‎ 20 novembre 2018 (lire en ligne, consulté le 21 novembre 2018)